# Неергор, Нильс Томасиус
Нильс Томасиус Неергор (дат. Niels Thomasius Neergaard; 27 июня 1854, Йёрринг, Северная Ютландия, Королевство Дания — 2 сентября 1936, Копенгаген, Королевство Дания) — датский историк и государственный деятель, премьер-министр Дании (1908—1909 и 1920—1924).

## Биография
Родился в семье священника и политика, заместителя председателя фолькетинга Педера Неергорда.
В 1879 году получил высшее образование в области истории, экономики и политологии в Кристиансхавне, а в 1881 году в Копенгагенском университете сдал государственный экзамен в области политологии. После поездки за границу в Англию и Францию, с 1882 по 1884 год был ассистентом в компании по страхованию жизни. Затем несколько лет работал редактором печатных изданий Tilskueren и окружной газеты Орхуса, прежде чем в 1897 году стать директором Севернойстраховой компании  (Nordisk Livsforsikrings Aktieselskab). Этот пост он занимал до 1908 года.
Его политическая карьера началась в 1887 году с избрания в фолькетинг от либеральной партии «Венстре», оставался депутатом до 1932 года. В 1901 году он стал председателем парламентской партийной фракции.
В июле—октябре 1908 года при преобразовании министерства Кристенсена занимал пост министра финансов. В октябре 1908 года, когда скандал с Алберти вызвал отставку правительства, сформировал свой коалиционный кабинет, в котором одновременно возглавил министерство обороны. В июле 1909 года, после того как фолькетинг отверг его проект укрепления Копенгагена, ушёл в отставку, но вскоре возглавил министерство финансов в кабинете Хольстеин-Ледреборга. В октябре 1909 г. вышел в отставку вместе со всем кабинетом. В 1910—1913 годах был вновь министром финансов в кабинете Бернтсена.
После так называемого «Пасхального конституционного кризиса» (1920) и отставки кабинета Карла Теодора Сале вновь был назначен королем Кристианом X главой правительства и министром финансов. Ему быстро преодолеть кризисные явления, в апреле 1924 года «Венстре» проиграла всеобщее выборы и к власти пришли социал-демократы. 
Последней его должностью в правительстве стал пост министра финансов (1926—1929).
Крупнейший исторический труд Неергорда «Июньская конституция» (1892—1916), до сих пор считается наиболее основательной работой по датской политической истории, которая была написана в 1848—1966 годах. Также внёс вклад в создание Энциклопедического словаря Сальмонсена.
Входил в состав совета директоров Национальной экономической ассоциации (до 1925 года), Датской ассоциации социальной политики (до 1920 года), являлся председателем совета Национальной ассоциации по борьбе с туберкулезом, председателем «Общества друзей бездомных» (до 1927 года), президентом Ассоциации Атлантических островов Дании (1914—1917).
Похоронен на кладбище Ассистенс в Копенгагене.

## Награды и звания
Великий командор ордена Данеборг (1923). Большой крест ордена Данеброг (1920). 